# 苏珊娜和长老
《苏珊娜和长老》（義大利語：Susanna e i vecchioni）是意大利巴洛克艺术家阿尔泰米西娅·真蒂莱斯基於1610年創作的一幅绘画作品，目前保存在德国波默斯费尔登魏森斯坦城堡。該幅繪畫展示了兩名男子偷窺苏珊娜（Susanna）洗澡，此舉令蘇珊娜感到不適。這是巴洛克艺术流行的繪畫主題。这幅画的主题来自舊約聖經次經《蘇撒拿傳》。《苏珊娜和长老》是阿尔泰米西娅代表性的畫作，她在繪畫生涯的初期也畫了許多此主題的畫作。

## 敘述

### 主題
此畫的主題是在舊約《但以理書》第13章（即蘇撒拿傳）敘述，但只有天主教會和東正教會認同這段是舊約聖經正典的內容，新教認為這部份不屬於舊約聖經的正典。
兩個长老在監視一位名叫苏珊娜（Susanna）的年輕已婚女性，有一天苏珊娜去花園洗澡，她的管家讓這兩名长老進來，他們偷窺苏珊娜，並且要和她發生性行為，苏珊娜拒絕了，兩名长老威脅要毀掉苏珊娜的名聲，苏珊娜仍不答應。兩名長老作偽證指控苏珊娜通姦，這在當時是死罪。不過有位年輕的希伯來男子但以理分別問兩名長老有關所看到通姦事件的細節，兩名長老的細節無法吻合。無法吻合的細節證實他們的證詞是假的，保住了苏珊娜的名聲。
此一主題是16世紀歐洲藝術中比較常見的主題，用苏珊娜來表示端莊和忠誠的美德。不過在繪畫實務上，此一主題讓畫家有機會展現其描繪女性裸體的技巧，而且繪畫目的常常是為了取悅男性顧客。

### 阿尔泰米西娅的詮釋
美术史學家罗伯托·隆吉和Andrea Emiliani質疑為何阿尔泰米西娅在年輕時就可以畫出如此逼真的女性裸體。他們懷疑阿尔泰米西娅有學過女性解剖學，或是用她父親風格主義畫家奧拉齊奧的模特兒，因為他的工作室就在家中

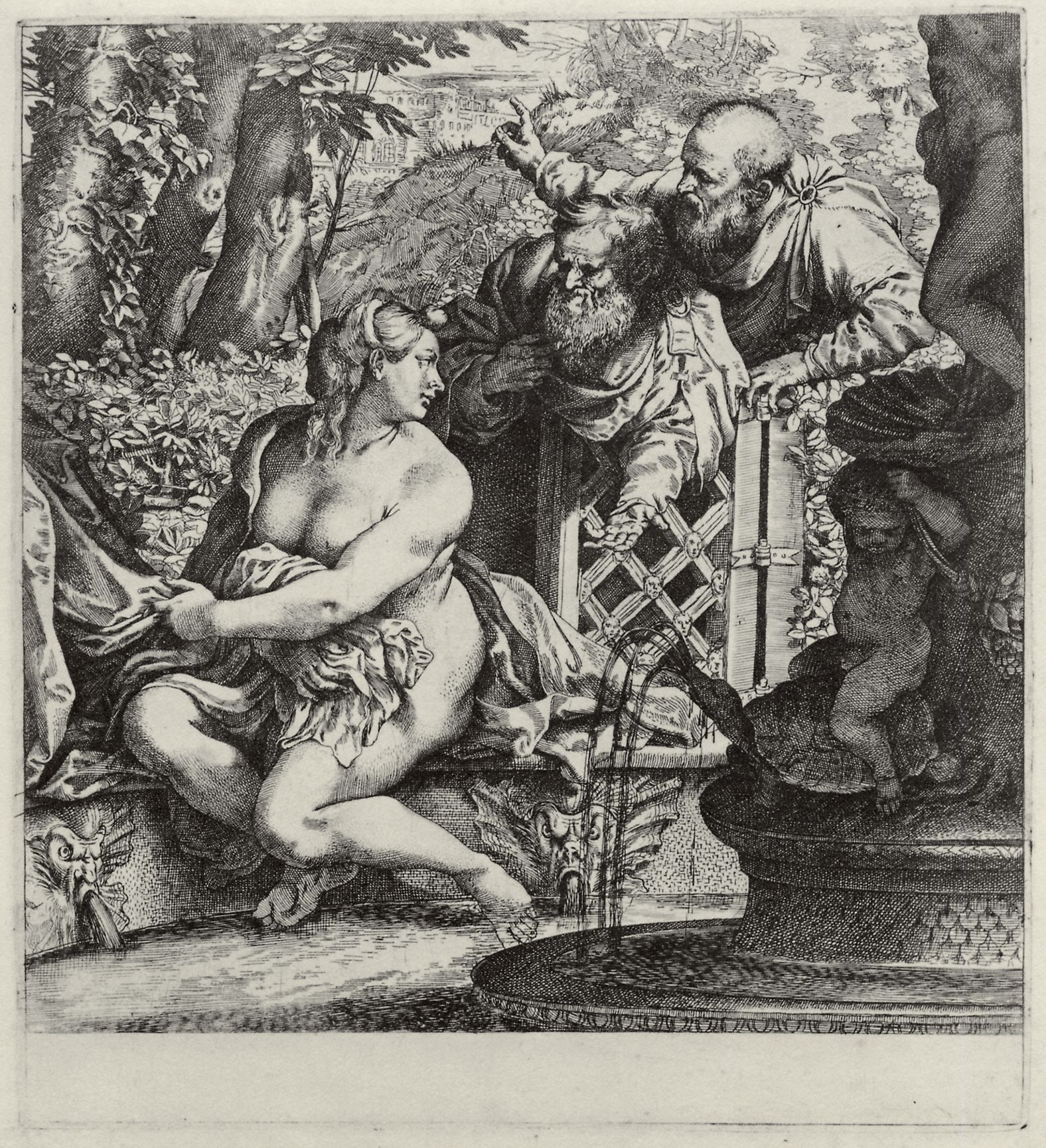
安尼巴莱·卡拉奇所繪的《苏珊娜和長老》

阿尔泰米西娅的畫常和其他同一主題的畫進行比較。阿尔泰米西娅畫中的苏珊娜不安的坐著，她的身體扭曲表示其苦惱，而許多其他同主題的畫沒有表現苏珊娜的不安或苦惱。常見的比較是和安尼巴莱·卡拉奇所繪的《苏珊娜和長老》比較。阿尔泰米西娅所畫的苏珊娜，比卡拉奇所畫的要不安，也更加女性化。卡拉奇畫中的苏珊娜在解剖學上比較男性化，但是是以比較情色的方式來描繪，好像能接受兩位長老的注意。阿尔泰米西娅的畫法不是用之往描繪苏珊娜時所用的姿勢，選擇了比較古典时代的風格，將她的裸體提昇到比較英雄性裸體的意味。畫中石頭圍牆的設定也和以往其他繪家描繪的典型花園設定不定。阿尔泰米西娅垂直式的構圖，將兩位長老放在繪畫最上方，是籠罩在畫上的深色部份，營造出對苏珊娜的惡意壓迫。
阿尔泰米西娅針對此一主題至少有畫過兩次。這幅畫是早期的作品。羅伯托·孔蒂尼（Roberto Contini）、吉曼·基爾（Germaine Greer）、Susanna Stolzenwald和Mary D. Garrard曾假設她是在父親的指引下畫這幅畫。不過之前沒有畫家曾經表現出這幅畫的心理層面，因此推測，她父親，一個受傳統訓練的畫家，應該不會影響這個年輕畫家的繪畫概念。阿尔泰米西娅對女性主角的自然渲染也和她父親的風格不同。不過從X光看出畫前後的調整，推測奧拉齊奧的調整是側重在構圖安排上，不是在人物描繪上。

## 歷史

### 繪製年代
有關此畫繪製年代的問題從Joesph Heller在1845年所著，波默斯費爾登收藏的導覽書中就開始了。藝術史學家Rave提到年代的最後一位數像是6或是9，因此繪製年代可能是1616年或1619年，但像Rose-Marie Hagen等藝術史家認為該數字是0，因此1610年的繪製年代是正確的。Susanna P. Sack在1970年用X光檢驗，確認此畫是1610年所繪。Mary Garrard在1982年發表此一發現，大部份的學者都接受。繪畫的年代很重要，因為若在1616年或1619年完成，就會是她在佛羅倫斯時期的作品，而此畫在1610年完成年，是她還在羅馬的作品。藝術史家羅伯托·孔蒂尼和Andrea Emiliani甚至質疑阿尔泰米西娅出生的年代，因為曾出現不正確的資料。後來藝術史家R. Ward Bissell發現有關阿尔泰米西娅出生年份的公開記錄，在1968年更正阿尔泰米西娅出生的年代ref name=":6" />。

### 父親的指導
阿尔泰米西娅的父親是奥拉齐奥·真蒂莱斯基，是義大利首先用卡拉瓦乔風格繪畫的畫家。阿尔泰米西娅的父親是她的第一個老師，因此阿尔泰米西娅繪畫的風格和父親類似，這並不令人訝異。藝術史家對於此版本的《苏珊娜和長老》有不同的意見，有一種意見是來自Marry D. Garrard，此論點提到阿尔泰米西娅在呈現一種罕見的女性受害者圖象，這是因為Garrard認為此畫是反映她在被第二任老師阿戈斯蒂諾·塔西強姦之前，抵抗她在家鄉受到男性性騷擾的情形。另一方面，Gianni Papi認為這兩名長老代表她的父親以及第二任老師塔西，而這是反映塔西在強姦阿尔泰米西娅和審判之前，就已經在騷擾阿尔泰米西娅。若真是如此，姦阿尔泰米西娅可能會在畫中表達她對性騷擾的感受。不過這些意見都沒有佐證。

### 出處
此畫作是藝術家Benedetto Luti1715年的收藏品之一，他在給贊助者Hofrat Bauer von Heffenstein的信上提到這幅畫，Hofrat Bauer是美因茨大主教Lothar Franz von Schönborn的市政委员。此畫在1719年時，是Schönborn收藏品的一部份。Joesph Heller在1845年所著，有關在波默斯費爾登，Schönborn收藏品的導覽書中就包括阿尔泰米西娅的這幅畫。

## 備註
1. 1 2 3 4 5 6 7 8 9 10 11 12 13 14 15 16 17 18 19 20 21 22 23  Christiansen, Keith; Mann, Judith. . Metropolitan Museum of Art. 2001.
2. ↑  Modesti, Adelina. . Women Artists in Early Modern Italy, Careers, Fame and, Collectors (Harvey Miller Publishers).
3. 1 2 3 4  Treves, Letizia. . London: The National Gallery Company Ltd. 2020.
4. ↑  Garrard, Mary R. . Los Angeles, California: Regents of the University of California. 2001: 77–113. ISBN 978-0-520-22841-2.
5. 1 2 3 4 5  Grace, Sherrill. . Life Without Instruction: Artemisia, and the Lesson of Perspective. January 2004, 25 (1)  [2021-07-25]. （原始内容存档于2021-07-25）.
6. 1 2 3  Slatkin, Wendy. . Upper Saddle River, New Jersey: Simon & Schuster. 1997: 73–75. ISBN 978-0-13-432873-7.
7. 1 2 3  Locker, Jesse M. . London. 2015: 48. ISBN 978-0-300-18511-9.
8. 1 2   (PDF). The National Gallery, London. The National Gallery, London.   [2021-07-25]. （原始内容 (PDF)存档于2021-07-05）.